# Santa Claus vs. Cupid
Santa Claus vs. Cupid è un cortometraggio muto del 1915 diretto da Will Louis su un soggetto firmato da Alan Crosland. Il titolo completo del film fu Santa Claus vs. Cupid: A Christmas Story.

## Trama
Un uomo disperato e due rivali in amore si incontrano a una festa natalizia.

## Produzione
Il film fu prodotto dalla Edison Company.

## Distribuzione
Distribuito dalla General Film Company, il film - un cortometraggio in una bobina - uscì nelle sale cinematografiche degli Stati Uniti il 18 dicembre 1915.